# Bahamas ai Giochi della XVI Olimpiade
Le Bahamas hanno partecipato ai Giochi della XVI Olimpiade che si sono svolti a Melbourne dal 22 novembre all'8 dicembre 1956
con una delegazione di 4 atleti impegnati in 2 discipline,
aggiudicandosi 1 medaglia di bronzo.

## Medagliere

### Per discipline
| Sport  | Oro | Argento | Bronzo | Totale |
| ------ | --- | ------- | ------ | ------ |
| Vela   | 0   | 0       | 1      | 1      |
| Totale | 0   | 0       | 1      | 1      |

### Medaglie
| Medaglia | Atleta                           | Sport | Evento |
| -------- | -------------------------------- | ----- | ------ |
| Bronzo   | Durward Knowles Sloan Farrington | Vela  | Star   |